# Joseph Anton Sedlmayr

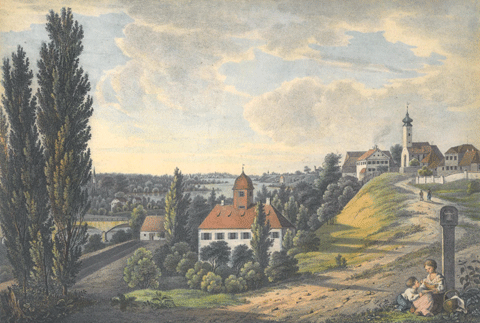
Bad Brunnthal (links), Kirche St. Georg mit Pfarrhaus und Burgfriedenssäule am Weg nach Bogenhausen, Lithografie, 1817

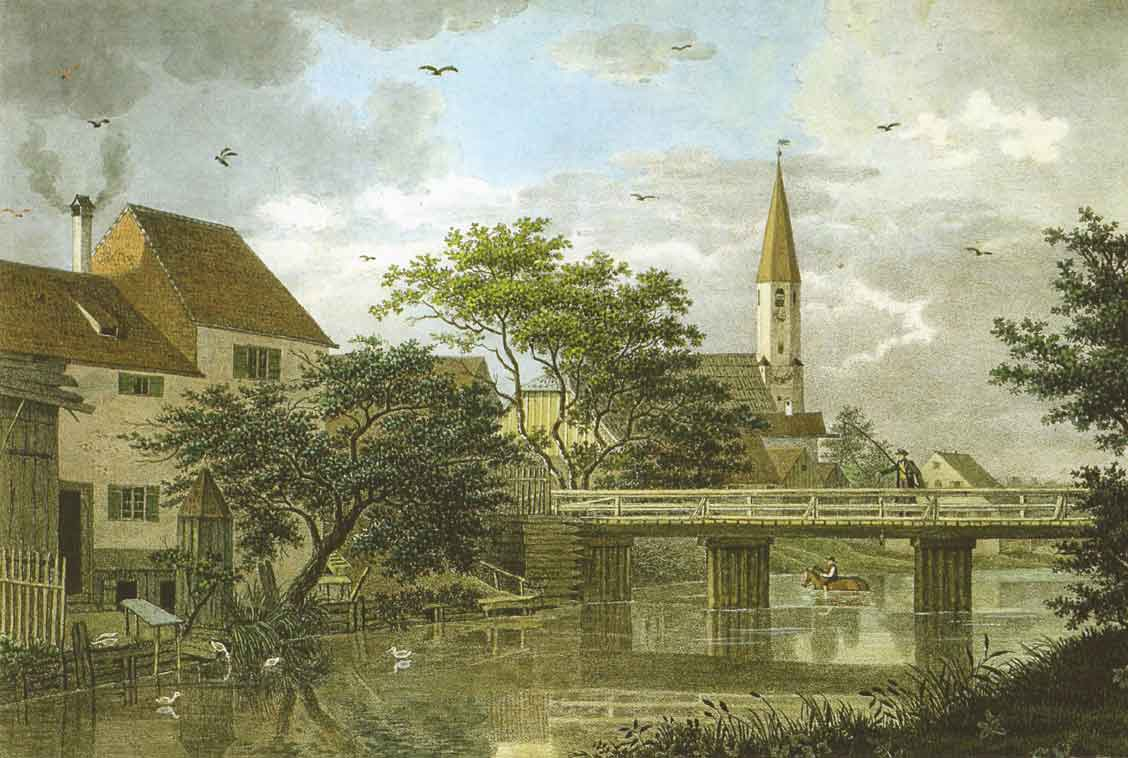
Uferbebauung am Schwabinger Bach, Aquarell, 1825

Joseph Anton Sedlmayr (* 1797 in München; † 1863) war ein deutscher Maler und Lithograf.
Sedlmayr, Schüler bei Wilhelm von Kobell und Johann Georg von Dillis, tat sich vor allem mit Landschaftsmotiven hervor.
Er war an der Pinakothek in München angestellt und gab Privatunterricht in Malerei.